# Christian Hersleb Horneman (ingenjör)
Christian Hersleb Horneman, född den 2 juni 1855, död den 1 juli 1939, var en norsk ingenjör.
Horneman utexaminerades från Trondheims tekniska skola 1876. Han verkade ett par år vid statens järnvägsbygganden, studerade två år vid Polytechnikum i Dresden och praktiserade senare som vägingenjör i Tyskland. Åren 1886–90 var han assistent hos stadsingenjör Carl Adolf Dahl i Trondheim och bedrev därefter en betydande kontraktörverksamhet, först tillsammans med ingenjör Thorvald Strøm och senare ensam.
Av Horneman, delvis tillsammans med Strøm, utförde viktiga arbeten kan nämnas markarbeten vid Hamar-Ottabanen, vattenbyggnadsarbeten vid Kykkelsrud, tunnelbyggnad på Bergensbanen (Gravhalstunneln), Grimstadbanen och Vormens reglering (Svanefossdammen).